# Bagat-en-Quercy
Bagat-en-Quercy foi uma antiga comuna francesa na região administrativa de Occitânia, no departamento de Lot. Estendia-se por uma área de 16,63 km². Em 2010 a comuna tinha 196 habitantes (densidade: 11,8 hab./km²).
Em 1 de janeiro de 2019, ela foi incorporada ao território da nova comuna de Barguelonne-en-Quercy.